# Liste des lieux patrimoniaux du comté de Victoria (Nouveau-Brunswick)
Pour les articles homonymes, voir Liste des lieux patrimoniaux du comté de Victoria.
Cet article recense les lieux patrimoniaux du comté de Victoria au Nouveau-Brunswick inscrit au répertoire des lieux patrimoniaux du Canada, qu'ils soient de niveau provincial, fédéral ou municipal.

## Liste des lieux patrimoniaux
- Haut – A
- B
- C
- D
- E
- F
- G
- H
- I
- J
- K
- L
- M
- N
- O
- P
- Q
- R
- S
- T
- U
- V
- W
- X
- Y
- Z

| [ 1 ] | Lieu patrimonial                                               | Illustration                                           | Communauté    | Adresse                        | Coordonnées        | No   | Constr. | Prot.       | Rec.            | Notes |
| ----- | -------------------------------------------------------------- | ------------------------------------------------------ | ------------- | ------------------------------ | ------------------ | ---- | ------- | ----------- | --------------- | ----- |
| F     | Gare ferroviaire du Canadien Pacifique                         | Téléverser                                             | Aroostook     | Rue Station                    | 46.80629 -67.72066 | 4523 |         | GFP         | 10 juin 1991    |       |
| P     | Concession des immigrants danois                               | Téléverser                                             | Denmark       | 6, rue Main                    | 46.95805 -67.64975 | 5762 |         | LPP         | 15 avril 2005   |       |
| L     | Ancien bureau de poste de Grand-Sault                          | Téléverser                                             | Grand-Sault   | 142, rue Court                 | 47.04646 -67.74059 | 6489 |         | LHL         | 14 mars 2006    |       |
| L     | Ancienne gare du chemin de fer Canadien Pacifique              | Ancienne gare du chemin de fer Canadien Pacifique      | Grand-Sault   | Chemin Portage                 | 47.04336 -67.74457 | 9980 |         | LHL         | 14 mars 2006    |       |
| F     | Ancienne gare du National Transcontinental (Canadien National) | Téléverser                                             | Grand-Sault   | Chemin CN                      | 47.06341 -67.74499 | 4589 |         | GFP         | 7 janvier 1994  |       |
| L     | Canon Krupp                                                    | Téléverser                                             | Grand-Sault   | Boulevard Broadway             | 47.0486 -67.73879  | 9609 |         | LHL         | 14 mars 2006    |       |
| L     | Centre Malobiannah                                             | Téléverser                                             | Grand-Sault   | 61, chemin Madawaska           | 47.05222 -67.73843 | 9607 |         | LHL         | 8 août 2006     |       |
| L     | Cimetière Assomption                                           | Téléverser                                             | Grand-Sault   | Rue Chapel                     | 47.04399 -67.74199 | 9630 |         | LHL         | 14 mars 2006    |       |
| L     | Cimetière Assomption (chemin Portage)                          | Téléverser                                             | Grand-Sault   | 368, chemin Portage            | 47.0339 -67.74797  | 9680 |         | LHL         | 14 mars 2006    |       |
| L     | Cimetière Pine Hill                                            | Téléverser                                             | Grand-Sault   | Boulevard Broadway             | 47.04371 -67.74909 | 9687 |         | LHL         | 14 mars 2006    |       |
| L     | Cimetière Union                                                | Téléverser                                             | Grand-Sault   | 149, rue Manse                 | 47.04555 -67.73423 | 9688 |         | LHL         | 14 mars 2006    |       |
| F     | Édifice du gouvernement du Canada                              | Téléverser                                             | Grand-Sault   | 373, boulevard Broadway        | 47.04611 -67.74278 | 4589 |         | ÉFP reconnu | 31 août 2000    |       |
| L     | Église anglicane All Saints                                    | Téléverser                                             | Grand-Sault   | 253, rue Front                 | 47.04824 -67.7414  | 9681 |         | LHL         | 14 mars 2006    |       |
| L     | Église baptiste unie                                           | Téléverser                                             | Grand-Sault   | 96, rue Court                  | 47.04537 -67.73940 | 9686 |         | LHL         | 14 mars 2006    |       |
| L     | Église de l'Assomption                                         | Téléverser                                             | Grand-Sault   | 355, rue Chapel                | 47.04434 -67.74136 | 9605 |         | LHL         | 14 mars 2006    |       |
| L     | Église unie de St. Andrew                                      | Téléverser                                             | Grand-Sault   | 122, rue Church                | 47.0466 -67.73806  | 9613 |         | LHL         | 14 mars 2006    |       |
| L     | Le Broadway                                                    | Téléverser                                             | Grand-Sault   | 246, boulevard Broadway        | 47.04788 -67.74070 | 9689 |         | LHL         | 14 mars 2006    |       |
| L     | Magasin Sénéchal                                               | Téléverser                                             | Grand-Sault   | 304, boulevard Broadway        | 47.04718 -67.74206 | 9629 |         | LHL         | 14 mars 2006    |       |
| L     | Maison Kirkpatrick                                             | Téléverser                                             | Grand-Sault   | 131, rue Church                | 47.04681 -67.73899 | 9631 |         | LHL         | 14 mars 2006    |       |
| L     | Marché agricole                                                | Téléverser                                             | Grand-Sault   | 68, chemin Madawaska           | 47.05364 -67.7374  | 9608 |         | LHL         | 16 mars 2006    |       |
| L     | Monument Herby (Bert) Corbin                                   | Téléverser                                             | Grand-Sault   | Boulevard Broadway             | 47.04563 -67.74435 | 9617 |         | LHL         | 14 mars 2006    |       |
| L     | Monument « Sons of Martha »                                    | Téléverser                                             | Grand-Sault   | Parc O. B. Davis               | 47.05055 -67.73923 | 9610 |         | LHL         | 14 mars 2006    |       |
| L     | Site commémoratif du fort Carleton                             | Téléverser                                             | Grand-Sault   | Boulevard Broadway             | 47.04696 -67.74188 | 9627 |         | LHL         | 8 août 2006     |       |
| L     | Temple des Francs-Maçons                                       | Téléverser                                             | Grand-Sault   | 136, rue Church                | 47.04708 -67.73853 | 8239 |         | LHL         | 14 mars 2006    |       |
| P     | Ancienne église unie St. James                                 | Téléverser                                             | Perth-Andover | 1291, promenade West Riverside | 46.75074 -67.69684 | 5875 |         | LPP         | 16 mai 1991     |       |
| P     | Bureau d’enregistrement des actes du comté de Victoria         | Bureau d’enregistrement des actes du comté de Victoria | Perth-Andover | 1131, avenue West Riverside    | 46.7393 -67.70485  | 1955 |         | LPP         | 24 mars 1999    |       |
| P     | Palais de justice du comté de Victoria                         | Palais de justice du comté de Victoria                 | Perth-Andover | 1135, promenade West Riverside | 46.73944 -67.70467 | 2858 |         | LPP         | 28 octobre 1999 |       |